# Triệu Nhã Chi
Triệu Nhã Chi có tên tiếng Anh là Angie Chiu (sinh ngày 15 tháng 11 năm 1954 tại Cửu Long, Hồng Kông thuộc Anh) là một nữ diễn viên truyền hình-diễn viên điện ảnh, người dẫn chương trình kiêm ca sĩ nổi tiếng người Hồng Kông gốc Trung Quốc. Cô từng là diễn viên độc quyền của hãng TVB.

## Tiểu sử
Năm 1971, Triệu Nhã Chi tốt nghiệp Shung Tak Catholic English College, sau đó làm tiếp viên hàng không ở Nhật Bản. Năm 1973, Chi tham gia Hoa Hậu Hồng Kông và đạt hạng 4.

## Đời tư
Năm 1975, khi mới bắt đầu sự nghiệp, Triệu Nhã Chi kết hôn với bác sĩ Huỳnh Hán Vỹ (黃漢偉) và có hai người con: Huỳnh Quang Hoành (黃光宏) và Huỳnh Quang Nghi (黃光宜). Do cuộc hôn nhân không hạnh phúc, họ ly hôn vào năm 1983. Năm 1984, cô kết hôn với cựu diễn viên Hồng Kông Huỳnh Cẩm Sâm và có thêm người trai là Huỳnh Quang Nghiệp (黃光業) sinh ngày 7 tháng 1 năm 1987, hiện tại cũng là một diễn viên như bố mẹ.

## Phim
| Năm  | Tên                                              | Vai                                          | Ghi chú |
| ---- | ------------------------------------------------ | -------------------------------------------- | ------- |
| 1975 | Thừa Phong Phá Lãng                              | Thi Thục Phong                               |         |
| 1975 | Giang Hồ Tiểu Tử                                 | A Thúy                                       |         |
| 1975 | Đại Giang Nam Bắc                                | Thanh Hạnh Lão Ngũ                           |         |
| 1976 | Nhân Gian Truyền Kỳ - Mẫu Đơn Đình               | Đỗ Lệ Nương                                  |         |
| 1976 | Hữu Tử Vạn Sự Túc                                | A Kỳ                                         |         |
| 1976 | Vô Hoa Quả                                       | A Quyên                                      |         |
| 1976 | Tám Lạng Nửa Cân                                 | Jackie                                       |         |
| 1977 | Đại Phục Thù                                     | Vi Đình                                      |         |
| 1977 | Phát Tiền Hàn                                    | Janet                                        |         |
| 1978 | Nhân Hải Kỳ Đàm - Tịch Mịch Tâm Khúc             | Đỗ Tố Vân                                    |         |
| 1978 | Ỷ Thiên Đồ Long ký                               | Chu Chỉ Nhược                                |         |
| 1978 | Phấn Đấu                                         | Từ Thừa phi                                  |         |
| 1978 | Đại Hanh                                         | Chu Mẫn Chi                                  |         |
| 1978 | 1+1=1                                            |                                              |         |
| 1978 | Tiểu Nhân Vật                                    | Mẫu thân                                     |         |
| 1978 | Toàn Oa                                          | Trương Hải Luân                              |         |
| 1978 | Phát Tài Mai Tiện                                |                                              |         |
| 1979 | Thần Đao                                         | Thanh Thanh                                  |         |
| 1979 | Sở Lưu Hương                                     | Tô Dung Dung                                 |         |
| 1979 | Anh Hùng Vô Lệ                                   | Điệp Vũ                                      |         |
| 1979 | Giáo Đầu                                         | Gia Gia                                      |         |
| 1979 | Phong Kiếp                                       | Lý Hoàn                                      |         |
| 1980 | Bến Thượng Hải                                   | Phùng Trình Trình                            |         |
| 1980 | Xung Kích                                        | Tăng Tố Đình                                 |         |
| 1981 | Phong Hoả Phi Hoa                                | Khuyễn Dưỡng Anh Tử                          |         |
| 1981 | Phi Ưng                                          | Nghê Thiên Nhi                               |         |
| 1981 | Nữ Hắc Hiệp Mộc Lan Hoa                          | Mộc Lan Hoa                                  |         |
| 1981 | Thất Nghiệp Sinh                                 | Triệu Nhã Chi                                |         |
| 1982 | Tân Nhân Gian Truyền Kỳ - Điên Phượng Cuồng Long | Tô Tiểu Muội                                 |         |
| 1982 | Phúc Tinh Cao Chiếu                              | Trình Chỉ Sương                              |         |
| 1982 | Song Diện Nhân                                   | Diêu Thục Hoa                                |         |
| 1982 | Đạn Chỉ Thần Công                                | Tô Dung Dung                                 |         |
| 1983 | Bá Âm Nhân                                       | Âu Nhược Chỉ                                 |         |
| 1983 | Tam Tương Phùng                                  | Lão Nhược Phiên                              |         |
| 1983 | Nhẫn Giả Chiến Cảnh                              | Mai tiểu thư                                 |         |
| 1984 | Võ Lâm Thánh Hoả Lệnh                            | Nhậm Y Y                                     |         |
| 1984 | Hoàng Kim Ước Hội                                | Hồng Khiết Đình                              |         |
| 1984 | Ma Vực Đào Nguyên                                | Đường Kỳ                                     |         |
| 1984 | Thiết Diện Bao Công                              |                                              |         |
| 1985 | Tuyết Sơn Phi Hồ                                 | Mã Xuân Hoa                                  |         |
| 1985 | Quan Thế Âm                                      | Diệu Thiện tam công chúa Quan Thế Âm         |         |
| 1985 | Dương Gia Tướng                                  | Quan Thế Âm                                  |         |
| 1988 | Kinh Hoa Yên Vân                                 | Diêu Mộc Lan                                 |         |
| 1989 | Phù Dung Trấn                                    | Hồ Ngọc Thanh                                |         |
| 1991 | Hý Thuyết Càn Long                               | Trình Hoài Tú Thẩm Phương Kim Vô Châm        |         |
| 1991 | Gia Môn Dạ Yến                                   |                                              |         |
| 1992 | Tân Bạch Nương Tử Truyền Kỳ                      | Bạch Tố Trinh Hồ Mị Nương                    |         |
| 1994 | Đế Nữ Hoa                                        | Trường Bình công chúa                        |         |
| 1994 | Nghiệt Hải Hoa                                   | Tiêu Quế Anh                                 |         |
| 1994 | Trạng Nguyên Hoa                                 | Lý Kiều Hồng                                 |         |
| 1995 | Người Tình Của Tần Thủy Hoàng                    | Hạ Ngọc Phòng (A Phòng) Trường Lạc công chúa |         |
| 1995 | Ma Tổ Bái Quan Âm                                | Quan Thế Âm                                  |         |
| 1996 | Tuyết Nương                                      | Lý Tuyết Nương                               |         |
| 1997 | Trăm Năm Lênh Đênh                               | Mai Nhữ Tuyết                                |         |
| 2002 | True Love                                        | Shirley                                      |         |
| 2003 | Tây Quan Đại Thiếu                               | Ngũ Ngọc Khanh                               |         |
| 2004 | Dương Môn Hổ Tướng                               | Xa Thái Hoa                                  |         |
| 2005 | Thanh Hoa                                        | Hạ Ngư Nhi                                   |         |
| 2009 | Dụng Tâm Khiêu (Dùng Tậm Khiêu Vũ)               | Natasha                                      |         |
| 2010 | Đáng Kiếp Độc Thân                               | Dì Angie                                     |         |
| 2015 | Phong Vân Thiên Địa                              | Mạc Nhã Văn                                  |         |
| 2021 | Thượng Dương Phú                                 | Mã Cẩn Nhược                                 |         |